# Zoorasia
Zoorasia (ズ－ラシア) est le plus important parc zoologique de Yokohama au Japon. Son nom officiel est Yokohama Zoological Gardens (横浜動物園, Yokahama dôbutsuen).

## Historique
Ouvert en avril 1999, le parc s'étend déjà sur 34,1 hectares (2004) et atteindra 53,3 hectares après la fin des travaux d'agrandissement. Il regroupe près de 68 espèces, pour un total de 400 animaux.

## Description
Le parc est divisé en sept quartiers :
- Forêt tropicale asiatique :
  - Éléphants, orangs-outans, gibbons, tapirs, tigres, léopards, macaques, lions, etc.

- Forêt subarctique :
  - Pandas rouges, tigres, ours polaires, etc.

- Plaines herbeuses d'Océanie :
  - Kangourous, etc.
- La moyenne montagne d'Asie centrale :
  - Macaques tibétains, etc.
- Campagne japonaise :
  - Ours noir japonais, macaques japonais, etc.
- Jungle amazonienne :
- Afrique tropicale :
  - Okapis (animal emblème du parc), etc. ;

Le parc comprend également de nombreux espaces verts, un lac, des zones de repos et de pique-nique, ainsi que plusieurs zones de jeux pour les enfants.